# 차관 (관직)
차관(次官, Undersecretary) 또는 부상(副相, Deputy Minister)은 소속 장관을 보좌하며, 부재시 대행하는 정무공무원이다. 차관은 총비서의 직급 아래에 있는 사람을 가리키는 호칭이다. 이는 정부 행정부에서 사용되며, 다양한 정치 체제에서 다른 의미로 사용되며, 다른 조직 환경에서도 사용된다.

## 개요

### 역할
대한민국을 비롯한 여러 나라에서 장관 다음 가는 직위로, 보좌하는 역할을 하며, 장관에게 부득이한 일이 생길 경우 그 자리를 대행하여 임무를 수행하게 된다.

### 지위
차관은 정무직 공무원에 보하는 지위이다. 그룹의 규모에 따라서 보이지 않는 의전 서열이 있으며, 재계 1위~10위 유력 대기업 회장의 경우 차관급의 대우를 받는 위치에 있다.

## 참고 하기
- 차관보

## 같이 보기
- 총비서